# Oi (píseň)
Oi (Oi - pokřik, pozdrav) je skladba německé hudební skupiny Scooter. Jako singl vyšla 5. února 2016 (57. singl kapely). Je druhým singlem z alba Ace. Singl byl vydán pouze jako digitální download.
Obálka singlu tematicky pokračuje v karetním motivu, tak jako je tomu u obálky studiového alba Ace. Na obálce vidíme roh hrací karty s hodnotou piková desítka. Karta je však otočená vzhůru nohama, proto původní nápis I0 (jako deset), dává dohromady název singlu 0I.
Videoklip se značně liší od ostatních, co skupina dosud natočila. Nevystupuje v něm ani jeden ze členů kapely, místo toho má každý za sebe svůj 'nafukovací model' jako hereckou náhradu. Ty spolu s modely tanečnic a tanečníků hrají písničku jakoby na pódiu. Vše se odehrává ve velkém skladišti.

## Seznam skladeb

### Digitální download
1. Oi - (3:10)
2. Oi (Extended Mix) - (4:03)